# عروس داماد (فیلم)
عروس داماد (به هندی: Dulha Dulhan) فیلمی محصول سال ۱۹۶۴ و به کارگردانی راویندرا دیو است. در این فیلم بازیگرانی همچون راج کاپور، سادهانا شیوداسانی، کی.ان. سینگ ایفای نقش کرده‌اند.